# Aeroportul Municipal West Bend
Aeroportul Municipal West Bend (IATA: ETB, ICAO: KETB, FAA LID: ETB) este un aeroport din Wisconsin, Statele Unite ale Americii ce deservește zona West Bend. Aeroportul a fost tranzitat în 2019 de 10 pasageri. A fost numit după zona deservită.
Situat la o altitudine de 270 m, aeroportul dispune de 2 piste.

## Infrastructură

### Piste
Aeroportul dispune de 2 piste. Pista 06/24 are suprafața de asfalt și dimensiunile 3.897 picioare × 75 picioare. Pista 13/31 are suprafața de asfalt și dimensiunile 4.494 picioare × 75 picioare. 